# کوپاچیوو
کوپاچیوو (به لاتین: Kopachyovo) یک منطقهٔ مسکونی در روسیه است که در استان آرخانگلسک واقع شده‌است.